# Arturo Herrera Verdugo
Arturo José Herrera Verdugo (Santiago, 9 de agosto de 1951) fue designado director general de la Policía de Investigaciones de Chile entre los años 2003 y 2009. Actualmente es un director general (R) de la PDI, llegó a cumplir 38 años de servicio, teniendo la experiencia tanto en ambientes operativos y académicos, como también en temas de gestión de la seguridad pública.
Es especialista en temas como la seguridad, administración, inteligencia, ética, derechos 
humanos y educación policial. Además, es Profesor en las cátedras de Ética Policial, Derechos Humanos y Ética del Mando.

## Biografía
Nació en Santiago de Chile el 9 de agosto de 1951. Realizó sus estudios básicos y secundarios en el Colegio Hispano Americano.
Ingresó a Investigaciones el 29 de marzo de 1971, graduándose como Licenciado en Ciencias de la Investigación Criminalística. Como oficial de la policía civil ha servido en diferentes zonas del país y en varias reparticiones policiales.
El 2 de octubre de 2003 fue nombrado director general de la Policía de Investigaciones de Chile. Es especialista en temas de seguridad, inteligencia, ética, derechos humanos, educación y gestión policial, motivo por el cual ha dictado conferencias en estas disciplinas a nivel nacional e internacional.   
Durante su carrera profesional en la Policía de Investigaciones de Chile trabajó en las áreas operativa y académica, así como en el campo del desarrollo estratégico de la seguridad pública, ejerciendo funciones en los diferentes ámbitos de la gestión policial como: Extranjería y Migraciones, Inteligencia, Homicidios, Comisarías Judiciales y Jefatura de Educación Policial. Fue Director de la Escuela de Investigaciones Policiales, de la Academia Superior de Estudios Policiales y del Centro de Capacitación Profesional.  
Como director general impulsó un importante plan estratégico de modernización, el cual permitió fortalecer los estándares de la PDI en áreas como el alto rendimiento, la excelencia profesional, la especialización científico - técnica, la cercanía con la comunidad y la contribución en materias de justicia, seguridad pública e investigación de delitos complejos. Durante su administración, la Policía de Investigaciones de Chile avanzó en un programa de gestión por resultados, afianzando la rendición de cuentas, la promoción de la ética policial y las buenas prácticas, la transferencia de know how y el mejoramiento del desempeño policial. En síntesis, la estrategia de modernización implementada bajo su conducción ayudó a consolidar a la PDI como un referente en gestión pública y desarrollo humano.  
Asimismo, en octubre de 2004, durante la 73.ª Asamblea General (Cancún - México) de la Organización Internacional de Policía Criminal, INTERPOL, fue elegido Vocal para las Américas. Más tarde, en septiembre de 2006, en la 75.ª Asamblea General (Río de Janeiro - Brasil) fue elegido
Vicepresidente para las Américas. Posteriormente, al ser el miembro más antiguo del Comité Ejecutivo, en febrero de 2008, asumió la Presidencia Interina de esta organización policial, supervisando entre otros planes de acción los programas de intercambio y análisis de información contra el crimen transnacional y el terrorismo internacional.